# Sarczenar
Sarczenar – wieś w Iranie, w ostanie Azerbejdżan Zachodni, w szahrestanie Mijandoab. W 2006 roku liczyła 1824 mieszkańców.